# Deathline
Deathline is een Nederlands-Canadese film uit 1997 van regisseur Tibor Takács.
De film is ook uitgebracht onder de titels 'Redline' en 'Armageddon'.

## Verhaal
Het verhaal speelt zich af in de nabije toekomst. John Anderson Wade, een smokkelaar van silicon-fantasy chips wordt verraden door zijn vriend Merrick en voor dood achtergelaten. De Russische regering brengt hem weer tot leven middels een experimenteel project, zodat hij in opdracht van de overheid een machtige crimineel kan opsporen.

## Rolbezetting
| Acteur               | Personage                |
| -------------------- | ------------------------ |
| Rutger Hauer         | John Anderson Wade       |
| Mark Dacascos        | Merrick                  |
| Yvonne Sciò          | Marina K./Katya          |
| Patrick Dreikauss    | Mishka                   |
| Randall William Cook | speciaal aanklager Vanya |
| Michael Mehlmann     | Serge                    |
| Ildikó Szücs         | Antonia                  |
| Attila Árpa          | Yamoto                   |
| Ágnes Bánfalvy       | de Russisch presidente   |